# Gare de Chabris
La gare de Chabris est une gare ferroviaire française, de la ligne de Salbris au Blanc, située sur le territoire de la commune de Chabris, dans le département de l'Indre, en région Centre-Val de Loire.
C'est une gare de la Société nationale des chemins de fer français (SNCF), desservie par les trains du réseau TER Centre-Val de Loire.

## Situation ferroviaire
Établie à 84 m d'altitude, la gare de Chabris est située au point kilométrique (PK) 222,092 de la ligne de Salbris au Blanc, entre les gares de Gièvres et de Varennes-sur-Fouzon.

## Histoire
Elle est mise en service, le 6 octobre 1902, avec l'ouverture de la voie entre la gare de Romorantin et la gare d'Écueillé.

### Fréquentation
De 2014 à 2023, selon les estimations de la SNCF, la fréquentation annuelle de la gare s'élève aux nombres indiqués dans le tableau ci-dessous.
| Année     | 2014   | 2015   | 2016   | 2017   | 2018   | 2019   | 2020   | 2021   | 2022   | 2023   |
| --------- | ------ | ------ | ------ | ------ | ------ | ------ | ------ | ------ | ------ | ------ |
| Voyageurs | 16 010 | 14 791 | 16 300 | 19 859 | 21 423 | 24 538 | 21 125 | 20 893 | 30 059 | 26 213 |

## Service des voyageurs

### Accueil
Gare SNCF, elle dispose d'un bâtiment voyageurs avec guichet.
Elle est équipée de deux quais centraux, encadrant trois voies.
Le changement de quai se fait par un platelage posé entre les voies (passage protégé).

### Desserte

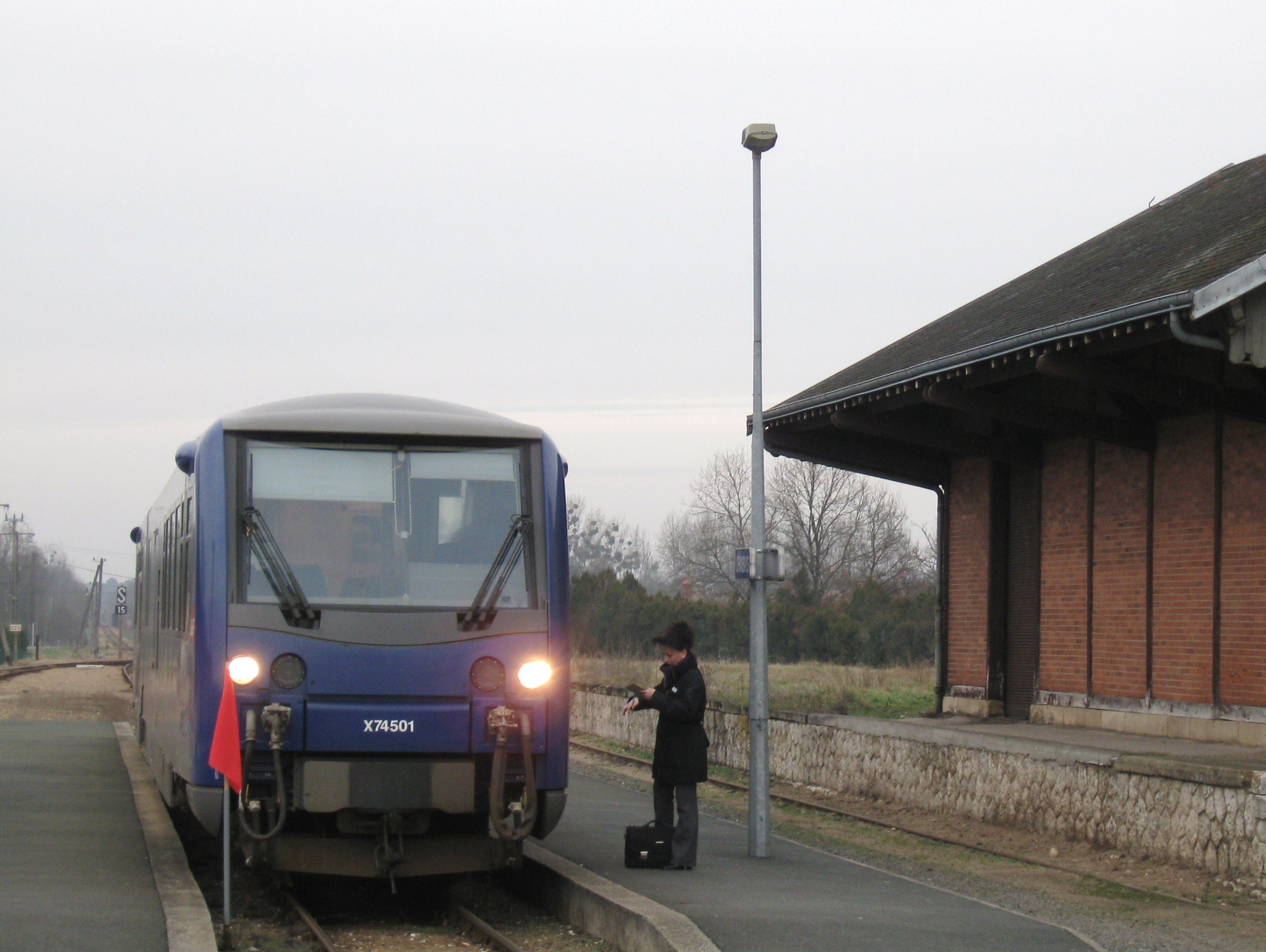
L'autorail X 74501 en gare.

Chabris est desservie par des trains TER Centre-Val de Loire, qui circulent entre Romorantin-Blanc-Argent et Valençay.